# 拉塞爾街車站
拉塞爾街車站（英語：LaSalle Street Station）是位於美国伊利諾伊州芝加哥市區的一座鐵路車站。設站於1852年，是芝加哥最早建立的鐵路車站。歷史上曾是紐約中央鐵路及岩島鐵路在芝加哥的總站。目前為芝加哥通勤鐵路（Metra）“岩岛线”在芝加哥市區的終點站。車站位於盧普區內，與芝加哥證券交易所大樓共構，緊鄰芝加哥期貨交易所大樓，芝加哥第一高樓西爾斯大樓，哈羅德·華盛頓圖書館等重要建築。和芝加哥聯合車站隔芝加哥河相望。

## 歷史
拉塞爾街車站是芝加哥市内歷史最悠久並保存至今的鐵路車站之一，首個車站於1852年5月22日建成至今，共經歷了五代。
初代拉塞爾街車站由“北印第安納和芝加哥鐵路公司”修建。1852年10月1日，芝加哥和岩島鐵路公司 (又稱為“岩島鐵路”)將總站設置在拉塞爾車站。不久，北印第安納和芝加哥鐵路公司合併變更為“湖岸和密歇根南部鐵路公司”，並在1914年併入紐約中央鐵路。岩島鐵路則將全名改為“芝加哥，岩島和太平洋鐵路公司”。兩個公司的路軌自城南重要交匯站恩格伍德站 (Englewood Station)引出後，平行向北直至拉塞爾街車站終點。
1866年12月，第二代拉塞爾街車站落成。1871年10月的芝加哥大火將車站徹底焚毀。第三代車站在同年重建。1903年，第四代車站建成。第四代車站曾作為1959年米高梅公司由著名導演阿尔弗雷德·希区柯克執導，加里·格兰特和爱娃·玛丽·森特主演電影《西北偏北》以及1973年電影《骗中骗》的外景地。
自從1882年成立以來，“紐約, 芝加哥, 聖路易斯鐵路公司”在拉塞爾車站南側設立總站。湖岸和密歇根南部鐵路隨即獲得了前者的控制權，並將其列車經由芝加哥鐵路大十字後至拉塞爾車站。1916年湖岸和密歇根南部鐵路將其出售給Van Sweringen兄弟公司後，紐約, 芝加哥, 聖路易斯鐵路仍使用拉塞爾街車站作為芝加哥的總站。1904年7月31日至1913年8月1日，“芝加哥和東伊利諾伊鐵路公司”亦使用本站，其租用岩島鐵路阿什本 (Ashhurn)至拉塞爾車站的路軌。
1957年1月18日，“密歇根中央鐵路”的列車也停靠拉塞爾街站，其使用紐約中央鐵路 (原湖岸和密歇根南部鐵路)芝加哥至印第安納州波特市的路軌。1968年10月26日，密歇根中央鐵路撤出，改經匹茲堡, 韋恩堡和芝加哥鐵路公司所屬聯合車站至印第安納州懷汀線路停靠聯合車站。1971年5月1日美鐵成立後，大部份的城際列車改由聯合車站始發，岩島鐵路未加入美鐵，並仍希望維持城際鐵路客運業務。1971年10月15日，一段聯絡線竣工後，岩島鐵路的列車可以從恩格伍德站直接駛入聯合車站。但岩島鐵路仍繼續使用拉塞爾街車站作為總站直至1978年。
1981年，第四代車站大樓被拆除，並在原址新建芝加哥證券交易所大樓。
歷史上，使用拉塞爾街車站著名線路由紐約中央鐵路的“二十世紀特快號” (1902-1967)，岩島鐵路的“金色之州特快號” (1902-1968)。目前車站僅剩芝加哥通勤線路“岩島線”，行駛在昔日岩島鐵路的路軌上。但Metra已有計劃將由聯合車站始發的“西南服務線”改由拉塞爾街車站始發，並增設“東南服務線”，以挖掘車站潛力。2011年，在車站側面新建一個轉運站，以方便乘客和CTA巴士及芝加哥捷運藍線接駁。目前，日均客流量為17,000人次。

## 已終止線路

拉塞爾街車站及附近鐵路網

拉塞爾街車站曾作為以下鐵路公司長途城際列車的終點站:
- 岩島鐵路 (直至1978年)
- 紐約中央鐵路 (直至1968年10月26日)
- 紐約, 芝加哥, 聖路易斯鐵路
- 芝加哥和東伊利諾伊鐵路(1904年7月31日至1913年8月1日)
- 密歇根中央鐵路 (紐約中央鐵路部分) (1957年1月18日至1968年10月26日)

## 交通狀況
CTA
- #1 印第安納/海德公園
- #7 哈里森
- #22 克拉克（通宵車）
- #24 溫特沃斯
- #36 百老匯
- #126 傑克遜
- #129 西盧普/南盧普
- #130 博物館區（僅夏季開行）
- #132 鵝島快速
- #145 威爾遜/密歇根快速
- #151 謝裡登（通宵車）
- #156 拉塞爾

ChicaGo Dash
- 巴士至印第安納州瓦尔帕莱索（僅尖峰時刻）

## 圖集

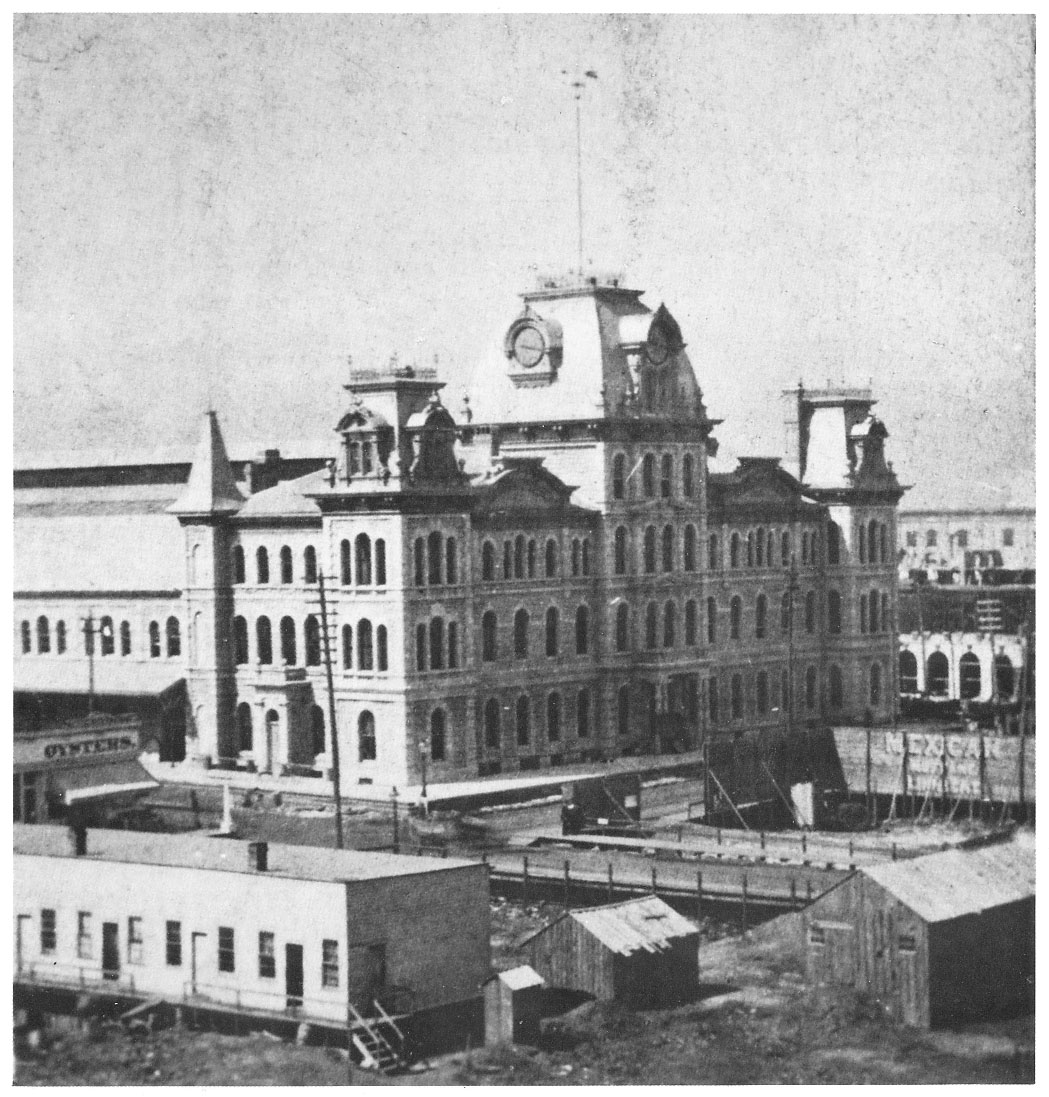
1871年建成第三代拉塞爾街車站
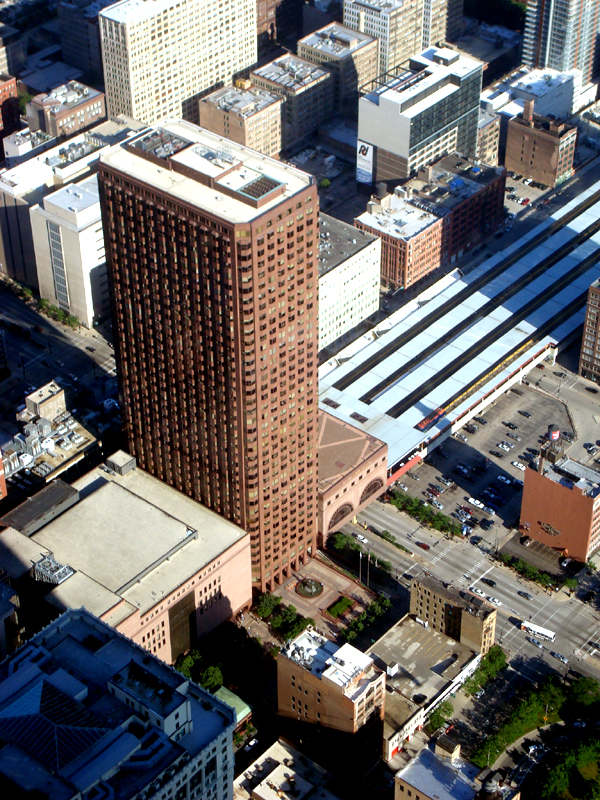
自希尔斯大厦俯瞰拉塞尔街火车站及芝加哥证券交易所
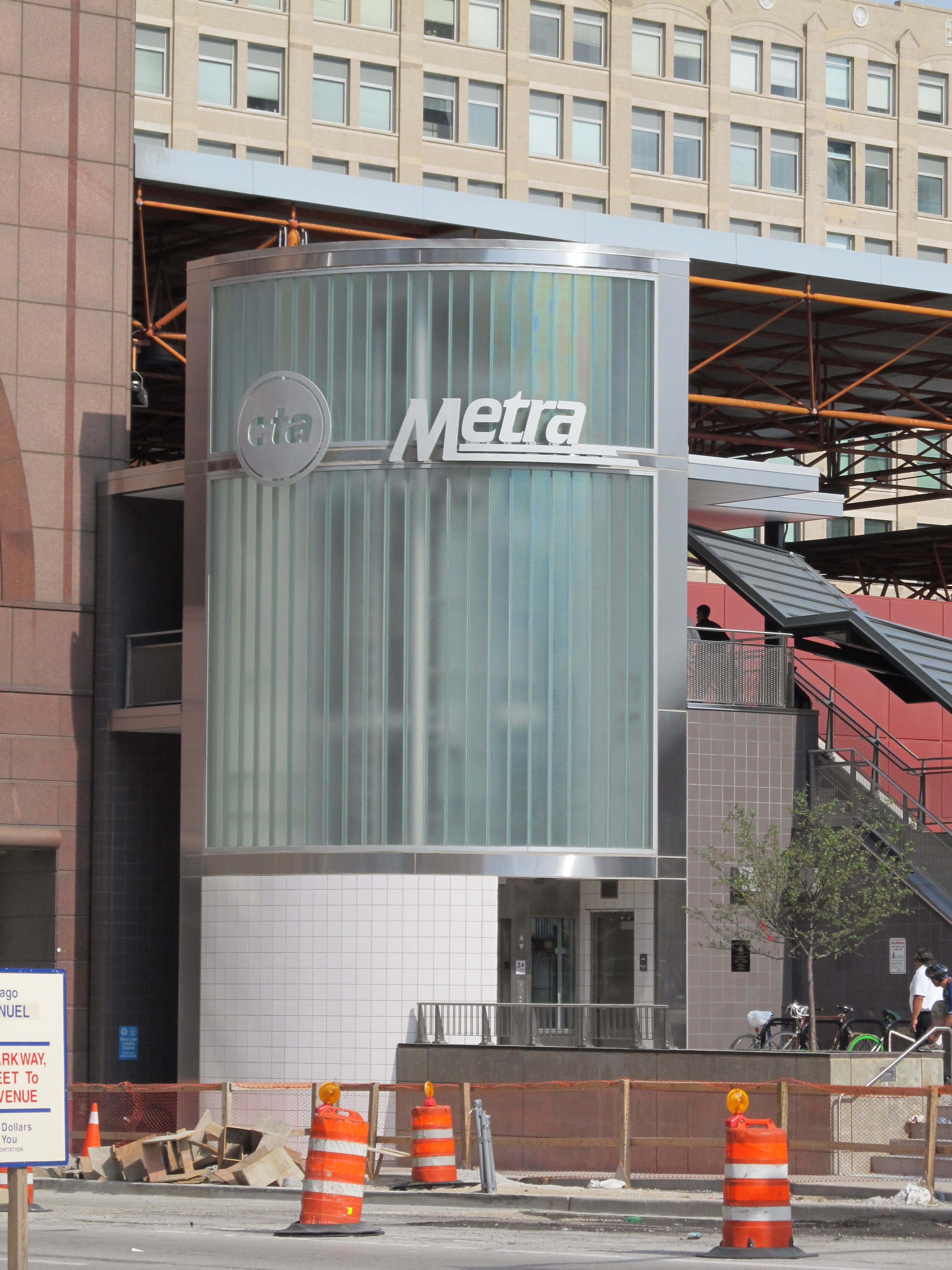
拉塞爾街多类型交通联合换乘站
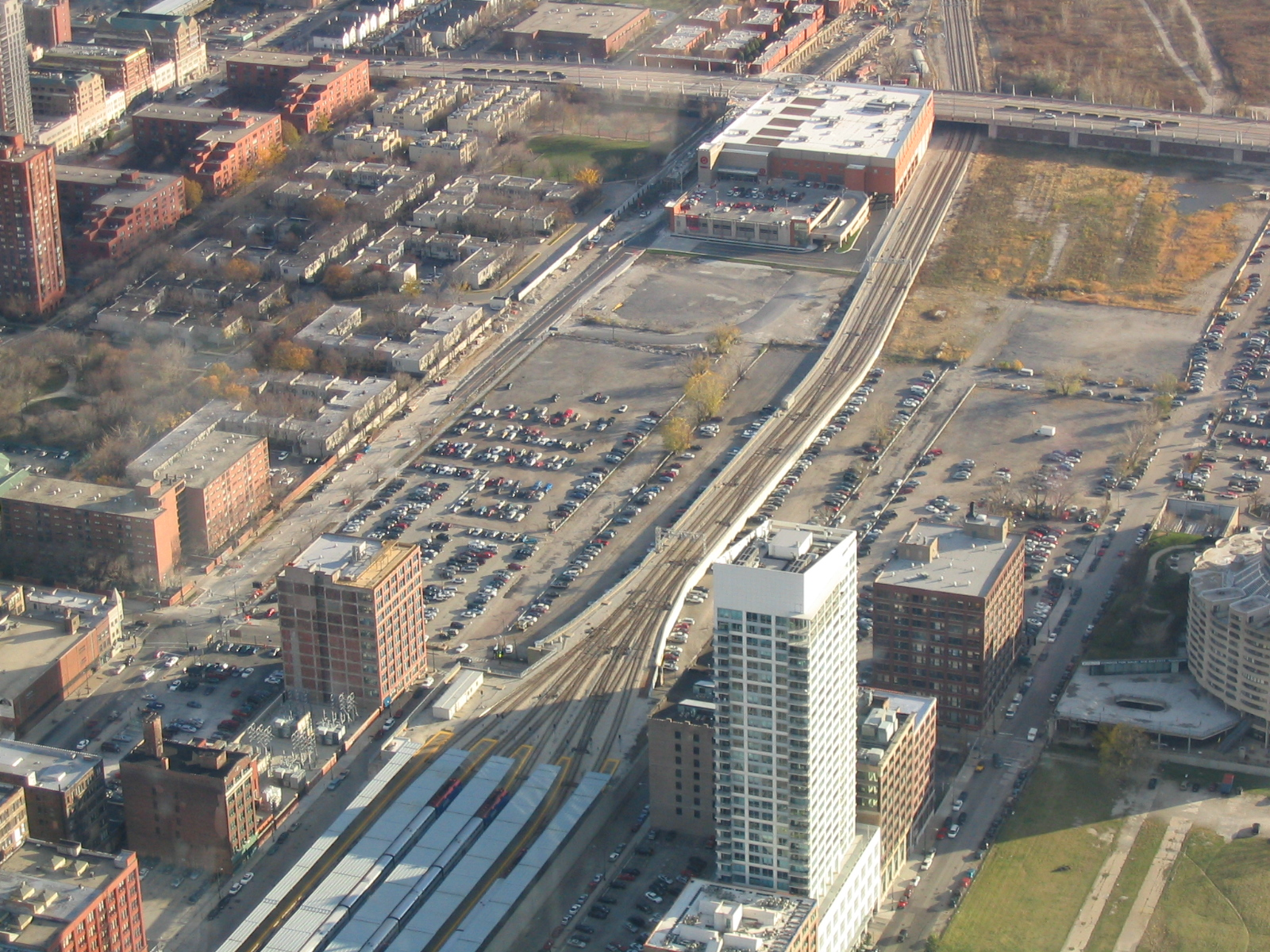
拉塞爾街車站引出線
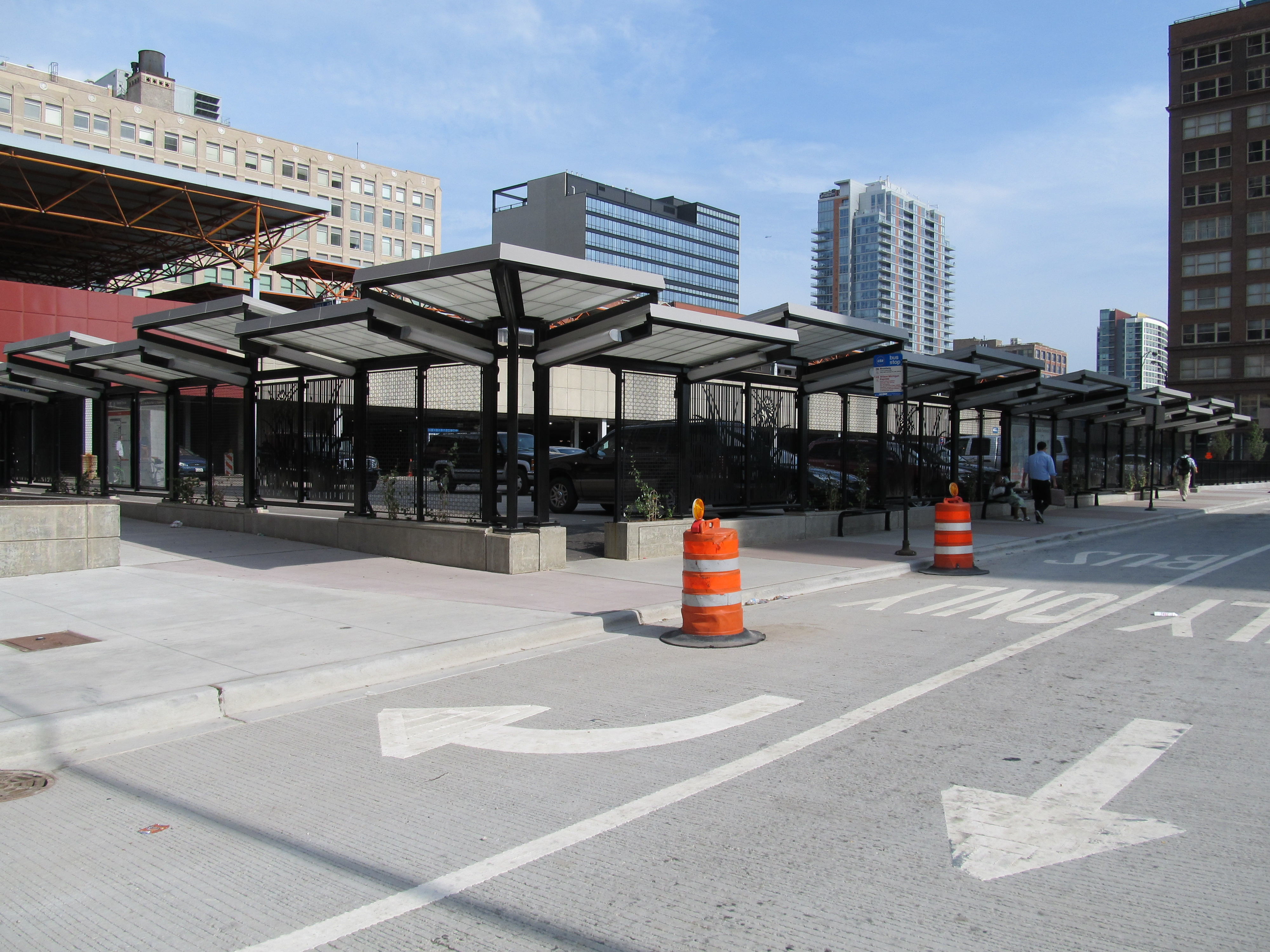
車站側面巴士站

## 外部連結
- Metra Rock Island District - Chicago LaSalle Station
- Vintage Depots -  LaSalle Street Station in Chicago （页面存档备份，存于）

41°52′32″N 87°37′57″W / 41.87553°N 87.63239°W